# Baptista mozgalom

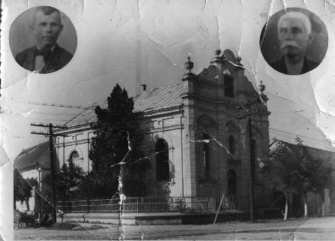
Az első magyar baptista imaház (Nagyszalonta, Kornya Mihály és Tóth Mihály képével)

A baptista mozgalom a reformáció során létrejött, protestáns alapelveket követő, keresztény ébredési, megújulási mozgalom. A mozgalmat hívják még baptista egyháznak, követőiket baptistáknak nevezik. Az első baptista gyülekezetet 1609-ben Amszterdamban alapították.
Az anabaptisták és a baptisták, vagyis az »újrakeresztelők« és a »keresztelők« közt az a különbség, hogy anabaptistáknak főleg a reformáció korában élt hasonló mozgalmak híveit hívták, a baptisták ellenben a 17. századtól kezdődő, többnyire angol és amerikai törekvések mai képviselői. Angliában az independensekből alakult meg 1642-ben az első baptista gyülekezet.
Jellemzőjük, hogy csak a megtérésre képes, hitvalló embereket keresztelik meg, bemerítéssel. Innen kapta a mozgalom az újszövetségi görög nyelvből eredő nevét is: baptista = bemerítő. Akik ma baptistáknak vallják magukat, nagymértékben különböznek egymástól abban, hogy miben hisznek; a baptista teológia magában foglalhat arminiánus vagy kálvinista hitet is.
Legnagyobb létszámban az amerikai és afrikai kontinensen élnek, míg Európában a lakosság arányában főleg Romániában és Moldovában jelentős a számuk. A Baptista Világszövetséghez tartozó hívők száma 40–50 millió fő között van, de mintegy 100 millió keresztény vallja magát baptistának vagy baptista típusú gyülekezethez tartozik (2010). A francia CRNS viszont ezt a számot még magasabbra, 170 millió főre teszi (2020).
Magyarországra a 16. században Nyugatról menekülve érkeztek az első anabaptista hitelveket valló misszionáriusok, akik közül sokan mártírokká lettek a hitük miatt. Baptista misszió mintegy 150 éve működik.

## Története

### Előzmények
Miután a reformáció kivívta a vallásszabadságot Európa országaiban, életre keltek, és munkálkodni kezdtek az Evangéliumhoz és a biblikus gyülekezeti élethez ragaszkodó hívők. A reformáció korában anabaptistáknak nevezték őket. 
Németországban Thomas Müntzer hatására különösen sokan csatlakoztak a társadalmi átalakulást követő szélsőséges baptista irányzathoz. Hollandiában Menno Simons, Ausztriában Balthasar Hubmaier, a dél-német és svájci területeken pedig Felix Mantz, Konrad Grebel és Georg Blaurock nevéhez fűződik a pacifista anabaptizmus térhódítása.

### Nyugaton
A német nyelvterületen kibontakozó anabaptista mozgalom biblikus irányzatának szellemi örökségeként Hollandiában jött létre az első baptista gyülekezet 1609-ben. Először Angliában, később az európai vallási türelmetlenség miatt Észak-Amerikában terjedt el.
Az első angol baptista Richard Blount volt, akit Jan Batte 1640-ben keresztelt meg Hollandiában. Cromwell hadseregében számos baptista harcolt, John Milton, az „Elveszett paradicsom” világhírű költője és Bunyan János, „A zarándok útja” írója szintén baptisták voltak.

### Amerikában
Az amerikai baptista misszió Roger Williams volt anglikán pappal vette kezdetét, aki 1631-ben az üldözött puritánokkal menekült Amerikába. 
1636-ban ő alapította Providence-ban (Rhode Island) az első baptista gyülekezetet.

### Világszerte
Napjainkban a legdinamikusabban Afrikában, Dél-Amerikában és Kelet-Ázsiában növekednek a baptista közösségek.

## Baptisták Magyarországon

### Előzmények
Magyarországon már a 16. században is voltak anabaptisták, sokan Morvaországból menekültek ide. Fischer András szász származású prédikátor a hitelvei miatt 1540-ben, Krasznahorka váránál vértanúhalált halt.

### 19. század
1844-ben több Hamburgban tartózkodó magyar iparos az ottani baptista gyülekezethez csatlakozott és visszatérésük után terjesztették a hitüket, de nem alkottak önálló hitközséget és csendben járták az országot. Ekkor még számottevő hívő nem csatlakozott hozzájuk.
Az elmosódott mozgalom élesztgetése részben a Hamburgból visszatérő Rottmayer János asztalos (1817-1901) által történt (1846), majd pedig Bihar-megyében Novák Antal által. (Rottmayer később Conradi révén adventista lett, Conradi pedig adventistából hetednapi baptista.)
1871-ben Nagyszalontán kezdett kibontakozni az első „újkori” gyülekezett, amikor Novák Antal bibliaárus egy 7-8 fős bibliaolvasó társaságot talált (akik vezetője Lajos János puskaműves volt). 1877. november 11. én Nagyszalontán diakónusszá választják Kornya Mihály vendéglőst és Tóth Mihályt  (pénztárnok Lajos János).
1873-ban Meyer Henrik (ő anyanyelvén, németül prédikált és Nassauból érkezett, mint "brit (londoni) és külföldi biblia társulat ügynökeként jött Budapestre"; egyes források szerint Meyer) asztalos a saját lakásán (Budapest, Hárompipa utca 11., fszt. 2.) kezdte meg a misszionáriusi tevékenységét.
1874-ben az ország különböző pontjain lévő baptisták a budapestiekhez csatlakoztak és egy hitközséggé alakultak. A vezető Meyer Henrik volt és két diakónusza Kaiblinger György (asztalos, Buda, 5 pacsirta utca) és Tatter János (kovács, óbudai hajógyár) volt. Tatter János volt a pénztárnok is. Budapesten két helyen gyülekeztek, heti 2-2 alkalommal: Hárompipa utca 11.-ben és az óbudai Korona utca 719.-ben.
1876-ban Meyer Henrik kérvényezte a Belügyminisztériumnál, hogy Budapesten és országosan is szabad legyen a vallásgyakorlása és ismerjék el baptista hitszónoki címét, de elutasították.
1877. március 17-én tárgyalta a Képviselőház Meyer Henrik kérvényét a teljes vallásszabadságról és a kötelező polgári házasság bevezetéséről, de elutasították.
1878-ban a rendőrség lefogta a vasárnapokon és ünnepek alkalmával a nyilvánosság előtt (vagy inkább nyilvános helyen – pl. a Városligetben – tartott isten tiszteleteken) igehirdető Meyer Henriket, Peter Henriket és Hempfl Adolfot, ill. a Dob utca 12. alatt található imaházukból lefoglaltak „egy imádságos könyvet és a vallási szabályokat”.
1880-ban Meyer Henrik kérvényezte Pest megye előljáróságainál egy újpesti imaház megnyitását.
1882 tavaszán Dunában (a Margit híd és Újpest közötti részen) megtartott 4 személy megkeresztelésről szóltak a hírek, de egy évvel később már a Dohány utca 24. sz. alatti imaházat használták erre a célra 2 hívő megkeresztelésére.
1884-ben megépült a budapestiek első imaháza a Wesselényi utcában.

### 20. század
A baptistákat 1905-ben ismerte el a vallás- és közoktatásügyi miniszter. Az elismerés az 1905 szept. 15-én tartott ócsai gyűlésen elfogadott ócsai hitvallás alapján történt. Az elismerés két részre szakította a magyar baptistákat.
Bár az állam elismert vallássá tette a baptizmust, de Meyer Henrik, Kornya Mihály és a legtöbben ellenezték az elismerést, mert ők szabad vallásgyakorlást akartak, amely megvalósulása esetén nem kell egy vallást sem elismerni. Valószínűleg a Meyeréktől kivált kisebbség járt közben az állam általi elismerés érdekében. Megjegyzendő, hogy az állam eddig csak, mint magántársulatra tekintett a baptistákra, akik magánfelolvasásokat tarthattak, de hivatalos hitszónoki tevékenységet nem folytathattak.
Mivel a gyülekezetek tagsága gyarapodott, 1910-ben nyomdát vásároltak. Lehetővé vált a baptista énekeskönyvek, folyóiratok, vallási könyvek nagyobb szánú megjelentetése. 1919-ben aztán a Tanácsköztársaság a nyomdát államosította.
A baptisták magyarországi terjedése az I. világháború után megtorpant. Vele szemben Erdélyben tovább virágzott a mozgalom.
A baptisták száma az 1929. évi hivatalos adatok szerint 6087 fő volt. Az egyház azonban ekkor kb. 12,5 ezer hívőjét tartotta nyilván. Az 1920-as évek végén — családtagokat is beleszámítva — körülbelül negyvenezerre rúgott a számuk a Csonka-Magyarországon.

## Jelenlétük a világban
Egyes országokban több baptista szövetség is működik, ilyen például az Amerikai Egyesült Államok. Más országokban egyetlen szövetség és több független gyülekezet alkotja a baptista egyház bázisát. A magyarországi szövetség a Magyarországi Baptista Egyház, de ettől függetlenül is működnek gyülekezetek több városban is. Egyes független baptista gyülekezetet külföldről érkező misszionáriusok alapították. Ilyen esetben a misszionárius feladata az, hogy minél előbb kiképezzen egy helyi lelkipásztort, aki a tagok választása alapján később átveszi a gyülekezetet.

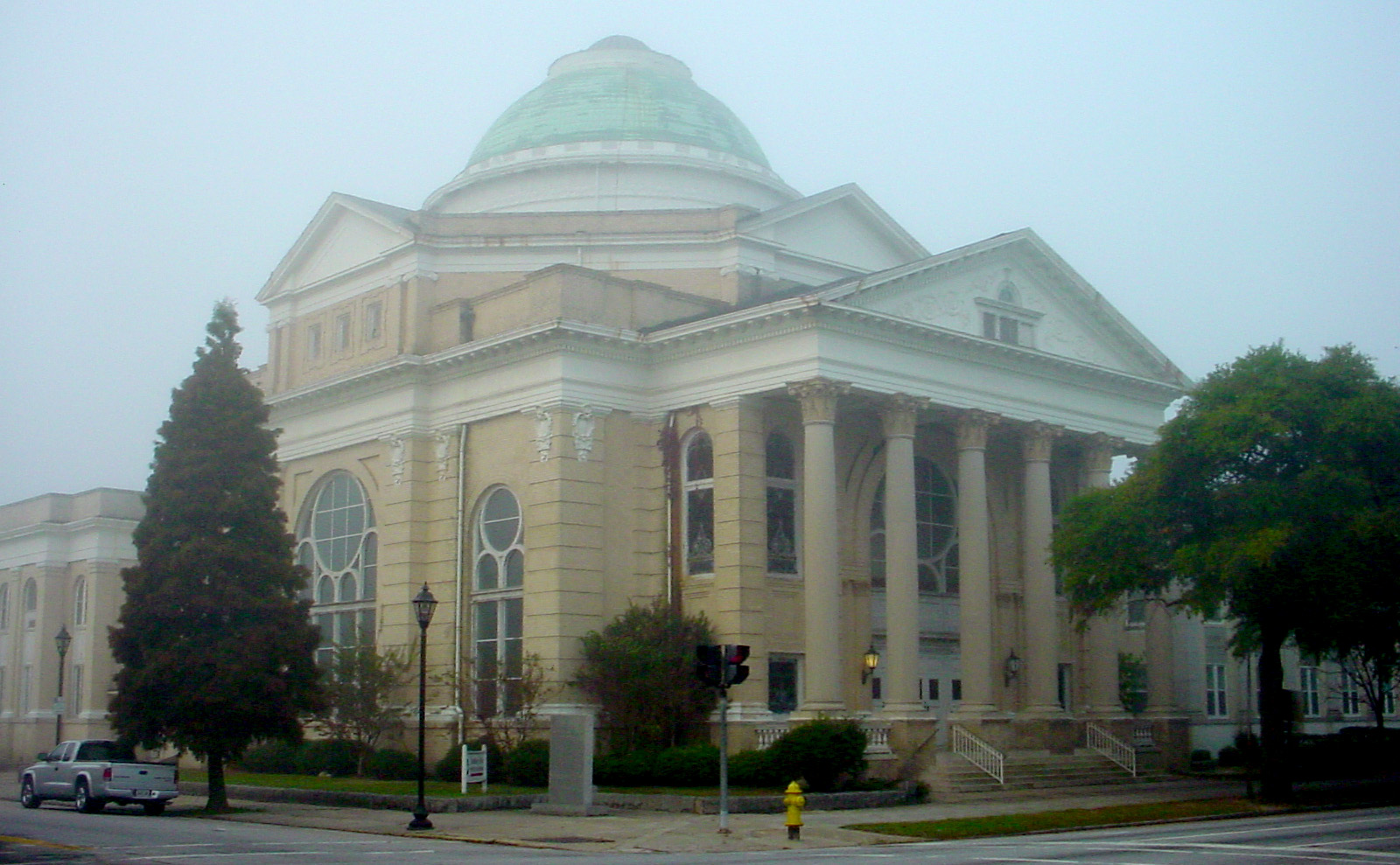
Baptista templom az USA-ban (First Baptist Church, Georgia)

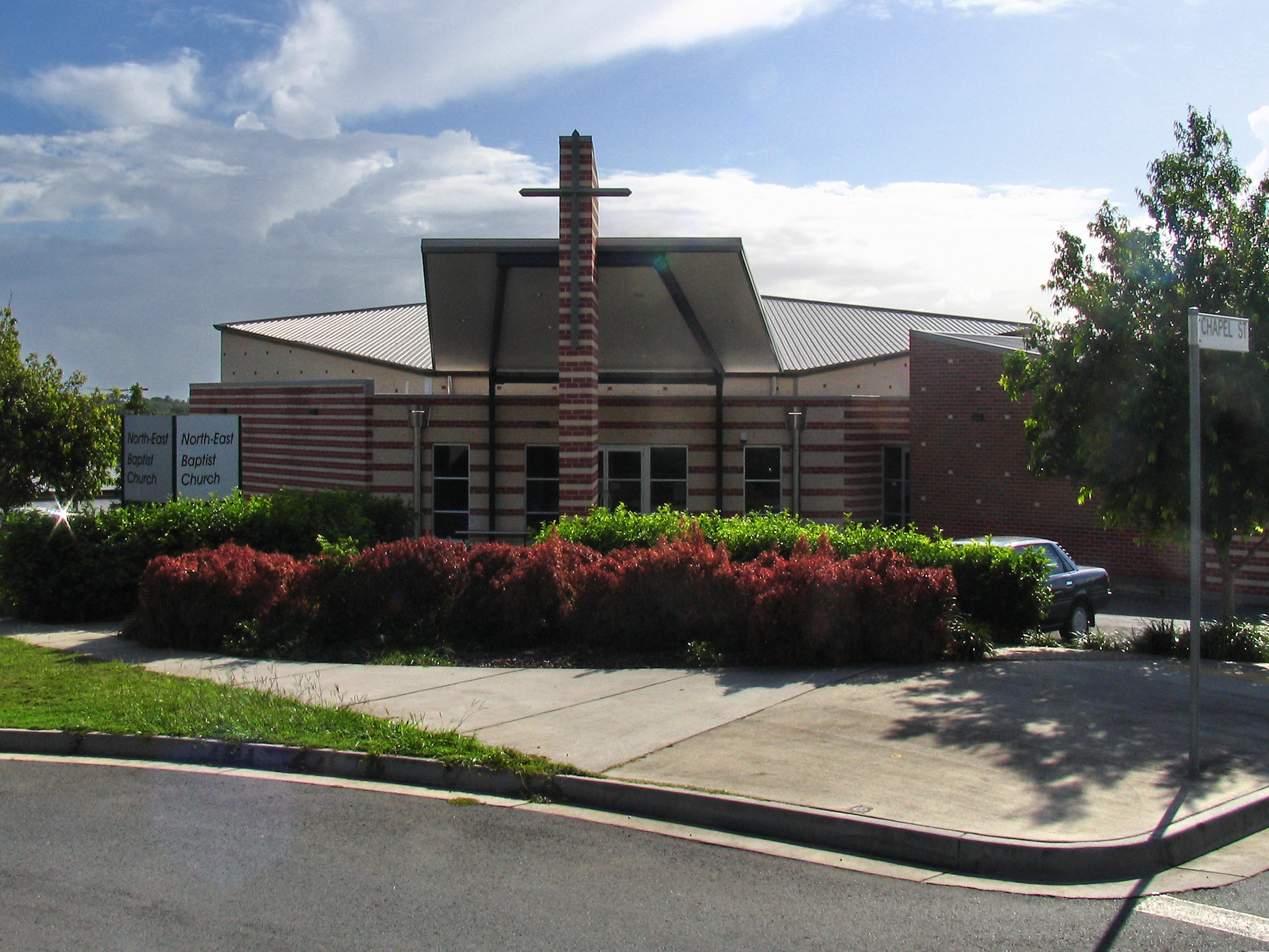
Baptista templom Ausztráliában, Brisbane

A Baptista Világszövetség megkeresztelt tagjainak száma kb. 40-50 millió, de baptistának kb. 100 millió ember vallja magát, a CNRS a 2020-as adata pedig a tágabban értelmezhető híveit 170 millióra teszi.
Legnagyobb nemzeti szövetségek:
- Déli Baptista Szövetség (USA) – 14,5 millió [33]
- Nemzeti Baptista Szövetség (USA). – 7,5 millió [34]
- Nigériai Baptista Szövetség – 6,5 millió [35]
- Amerikai Missziós Baptista Szövetség – 3,1 millió [36]
- National Baptist Convention of America, Inc. – 3,1 millió [36]
- Ugandai Baptista Unió – 2,5 millió [36]
- Kongói Baptista Közösség – 2,1 millió [36]
- Tanzánia Baptista Szövetsége – 2,0 millió [36]
- Texas Baptista Általános Szövetsége – 2,0 millió [37]
- Brazil Baptista Szövetség – 1,6 millió [36]
- Progresszív Nemzeti Baptista Szövetség – 1,5 millió [36]
- Baptista Egyházak Tanácsa Északkelet-Indiában – 1,3 millió
- Amerikai Baptista Egyházak, USA – 1,2 millió
- Nemzetközi Baptista Bibliai Közösség – 1,2 millió [38]
- Lott Carey Foreign Mission Convention – 1,1 millió
- National Primitive Baptist Convention of the U.S.A. – 1,0 millió
- Mianmari Baptista Szövetség – 1,0 millió

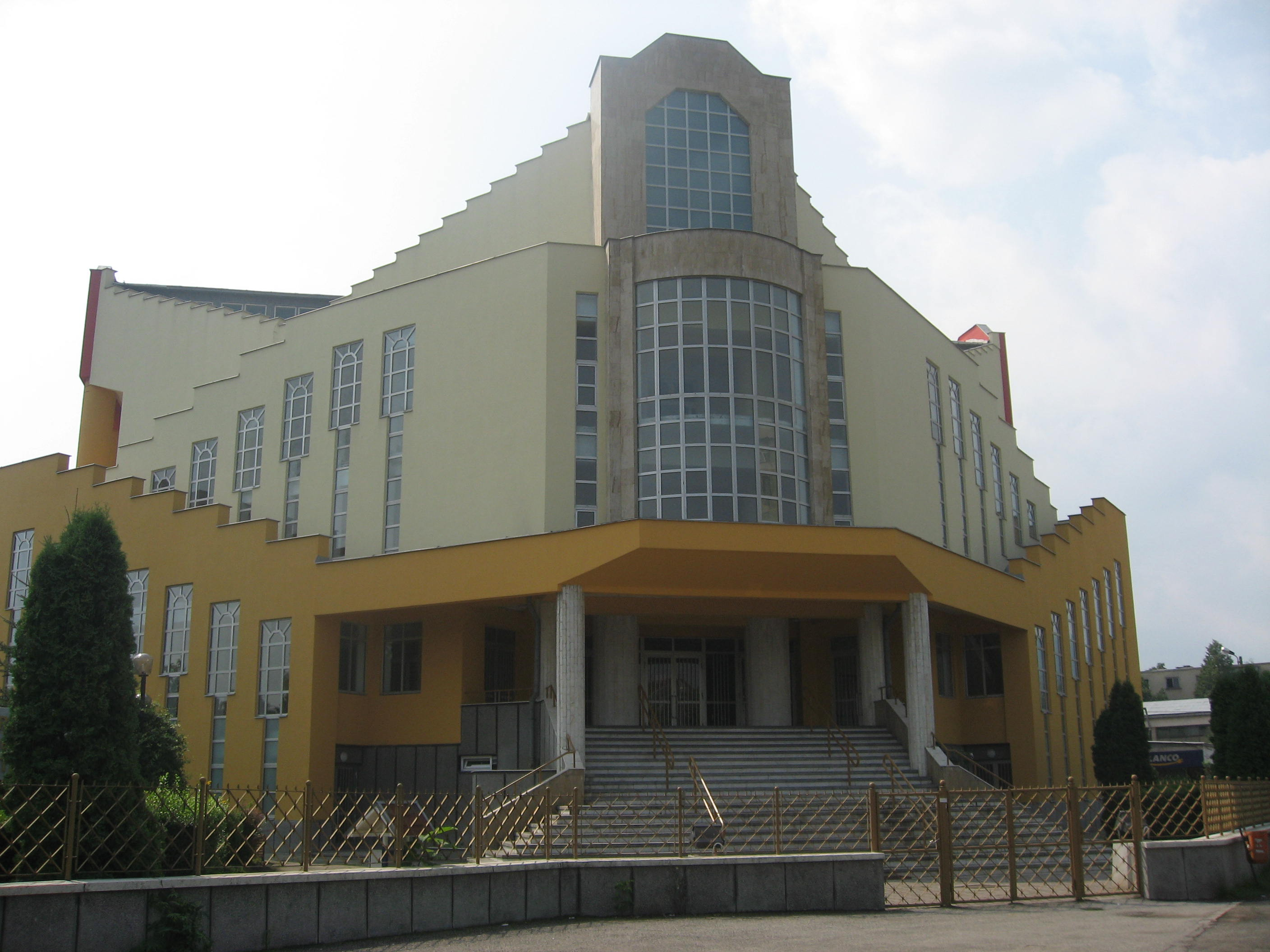
Baptista templom Déván, Romániában

### Európában
Európai Baptista Szövetség 2011-es adatai alapján a kontinensen következő országokban a legnagyobb a számuk :
- Egyesült Királyság 155,8 ezer
- Ukrajna	125,5 ezer
- Románia	107,6 ezer
- Oroszország 91,7 ezer (teljes ország!)
- Németország	88,5 ezer fő.

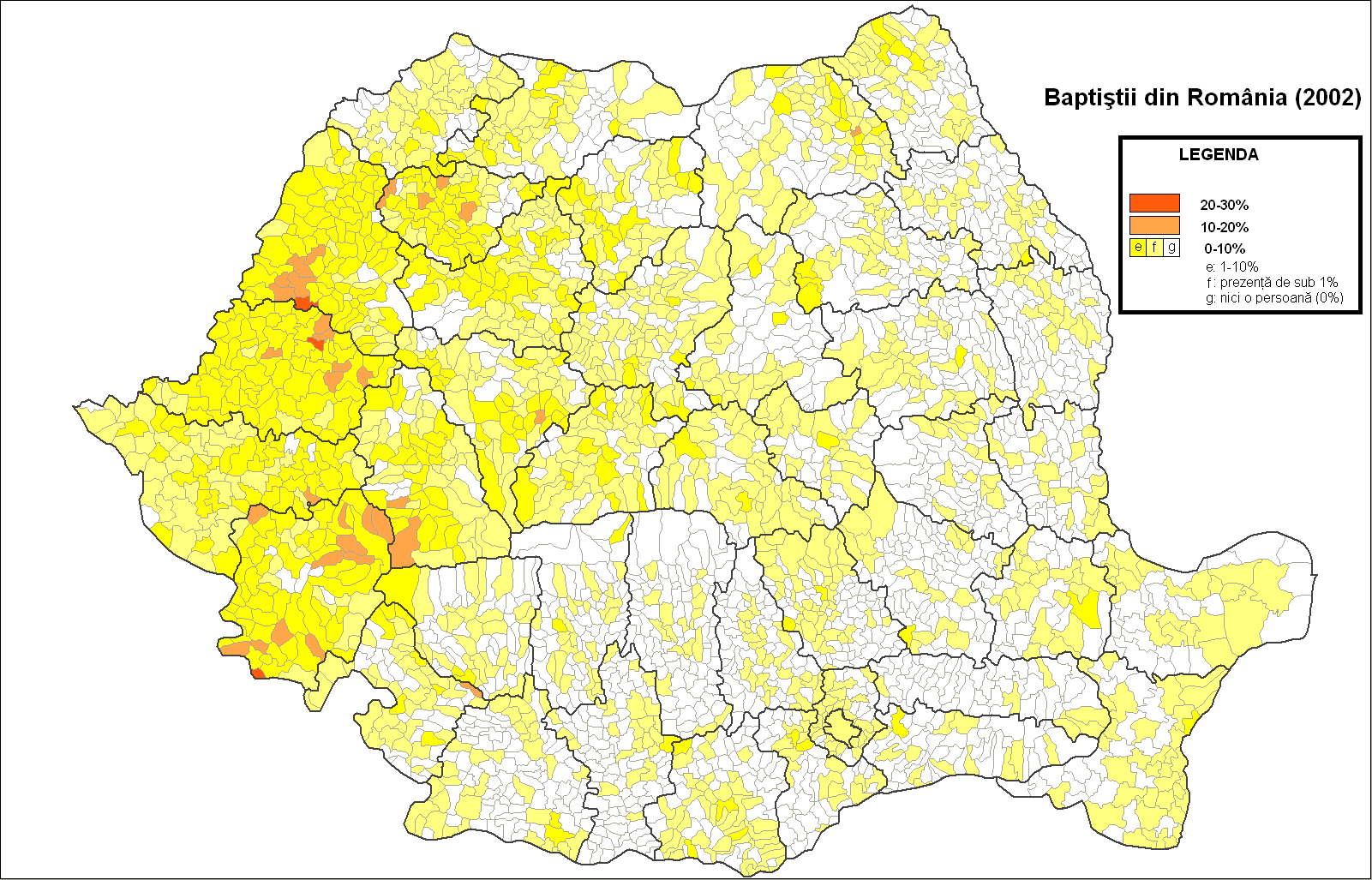
A baptisták jelenléte Romániában a népesség arányában (2002-es népsz.)

A népességhez viszonyítva a legnagyobb a számuk a következő országokban (100 ezer főre jutó baptista; 2011-ben) :
- Románia	565
- Moldova	551
- Észtország 468
- Lettország	316
- Ukrajna		275
- Egyesült Királyság	247

## Szerveződése
A baptista közösségek – ellentétben a felülről szervezett egyházakkal (például római katolikus egyház) – alulról szervezett szövetségekbe rendeződnek. Az egyház tulajdonképpeni vezetője a hívők közössége (gyülekezet), a hívők választják a lelkipásztort és a gyülekezet vezetőit.
A kongregacionalista egyházkormányzati rendszer autonómiát ad az egyes helyi egyházaknak a belső szervezés és a tanítás területén. A baptista egyházak nem állnak semmilyen központi szervezet közvetlen irányítása alatt. A szervezeti formát, a vezetést és a tantételt általában az egyes gyülekezetek hívői (laikus tagjai) döntik el demokratikusan, ami megmagyarázza a baptista gyülekezetek hiedelmeinek sokféleségét.
Ez alól csak a presbiteri rendszerben szerveződő református baptisták képeznek kivételt, a kongói baptisták püspöki rendszere, valamint néhány baptista mega-egyház, amelyek az erősebb klerikus vezetés által jellemezhető stílus felé hajlanak, és bizonyos esetekben teljesen feladják a kongregacionalista rendszert.
A baptista gyülekezetek szövetségbe tömörülnek, amelynek elnökét a gyülekezetek küldöttei szavazással választják meg. Az elnökség feladata a közösség vezetése, lelki irányvonalának meghatározása, képviselet az állam és a hatóságok, valamint a nemzetközi és ökumenikus szervezetek felé. A legtöbb országban az elnökség bizonyos központi adminisztratív feladattal is meg van bízva, így például Magyarországon is ellátja a központi levél- és irattár funkcióját és lelkipásztorok, egyházi munkások képzését is.
Az országos baptista szövetségek nemzetközi szövetsége szinte semmilyen jogkörrel nem bír. Tulajdonképpen feladata lényegében konferenciák és találkozók szervezése, melyeken esetleg ajánlások születnek a gyülekezetek számára. A gyülekezetek az ajánlások elfogadásáról saját hatáskörben döntenek.

## Hitvallása

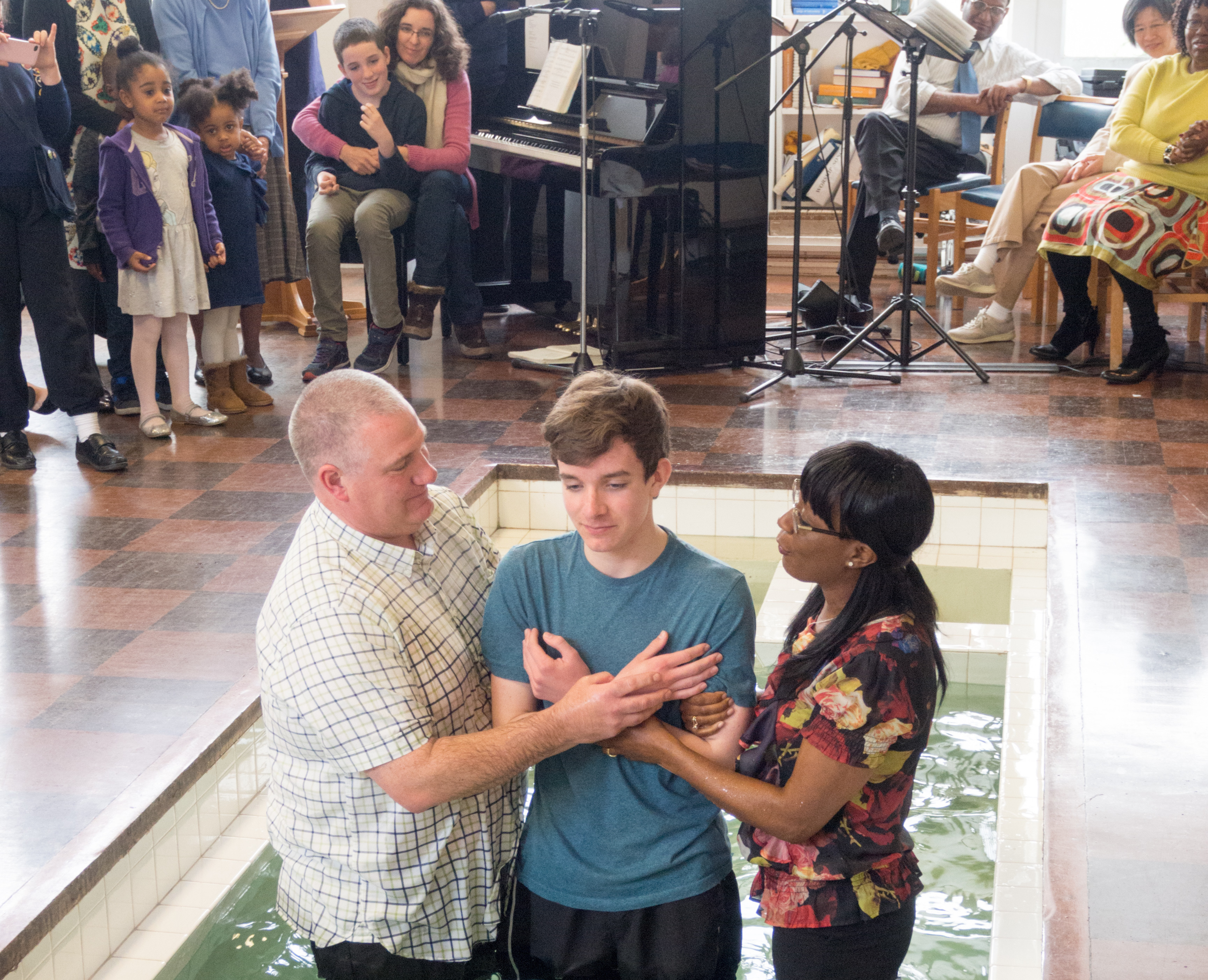
Egy felnőtt hívő bemerítéses keresztsége Londonban

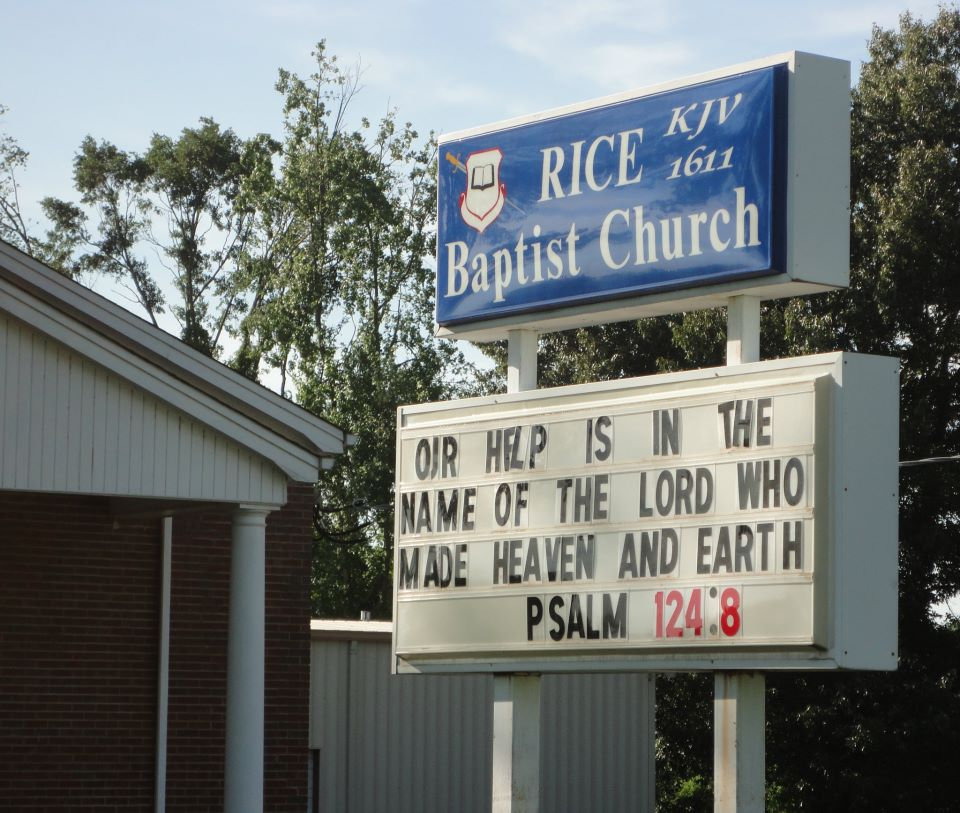
Amerikai baptista templom táblája, amely jelzi, hogy a gyülekezet a Biblia 1611-es, King James verzióját használja

A baptistáknak egységes hitvallásuk nincs, de minden egyháznak van egy közös hitvallása, így például a magyarországi baptistáknak is egy általánosan elfogadott hitvallása, amely 20 pontban foglalja össze a tanítás lényegét. A közel négy évszázada, különböző helyen és időben, különböző gyülekezetcsoportok által megfogalmazott baptista hitvallások a következő közös elveket tartalmazzák.
- A teljes Szentírás Istentől ihletett, amely a világot és benne az embert is teremtő Isten kijelentése, az egyedüli és kielégítő forrása életgyakorlatunknak és gondolkodásunknak.
- Vallják, hogy a lét zavarainak forrása az Isten elleni lázadás, és hogy az emberi élet csak Jézus Krisztus megváltása által rendeződhet és válhat teljessé itt a Földön, és a földi élet után, az örökkévalóságban.
- Azokat, akik az Úr Jézus Krisztus helyettes áldozatát elfogadták, életüket neki átadták, hitük nyilvános megvallása után bemerítkezéssel keresztelik meg. (Elnevezésük is innen származik: „alámeríteni”, „baptidzein” a Biblia újszövetségi részének eredeti, ógörög nyelvében.)
- A helyi gyülekezetek teljes felelősséggel végzik szolgálatukat, irányítják életüket. Természetesen szükségesnek tartják testvéri közösségápolás és együttmunkálkodás céljából a szövetségekbe, egyházakba való tömörülést.
- Vallják, hogy bármilyen állam, és bármelyik egyház között alá-, fölérendeltség nem engedhető meg. Az adott társadalomban igyekszenek krisztusi lelkiismeretük szerint felebarátaik javára élni.
- Hiszik, hogy Jézus Krisztus vissza fog jönni, és mindenkinek elé kell állnia, hogy számot adjon életéről (végítélet).

### Magyar szövegkiadások
- A Magyarországi Baptista Egyház alapokmányai. A baptizmus rövid története. Baptista hitvallás / Baptista egyházszervezeti szabályzat; szerk. Győri Kornél, sajtó alá rend. Gerzsenyi Sándor; Magyarországi Baptista Egyház, Bp., 1974
- Baptista hitvallás; Békehírnök, Bp., 1989 (Baptista kiskönyvtár)
- Baptista hitvallás; Magyarországi Baptista Egyház, Bp., 2015
- Az 1689-es baptista hitvallás vagy A második londoni hitvallás szentírási igazolásokkal; ford. Tóth Benjámin, Tóth Máté; Soli Deo Gloria, Bp., 2023

## Erkölcsi és egészségvédelmi elvek
A baptistáknál fontos szerepet tölt be az antialkoholista életforma támogatása. A 20. század elején a protestáns többségű észak-európai országokban és Észak-Amerikában a szesztilalom lendületének nagy részét a baptisták és más protestáns felekezetek alkoholellenes erkölcsi meggyőződése adta.

## Karitatív baptista szervezetek
- Baptista Szeretetszolgálat[43]
- Baptista Tevékeny Szeretet Misszió[44]
- Menedék alapítvány
- Kiskörösi és hajdúböszörményi szeretetházak
- Kegyelem alapítvány
- Samaritánus erszénye alapítvány

## Híres baptisták

### Magyarok
- Meyer Henrik (1842–1919. március)[45][46] – az újkori baptista hitközség első vezetője Magyarországon
- Kornya Mihály (1844–1917) – a magyar parasztapostol
- Tóth Mihály (1836–1931)[47] – a magyar baptizmus egyik úttörője Nagyszalontán
- Somogyi Imre – lelkipásztor, író, a magyarországi baptisták egyik legjelentősebb elnöke
- Dr. Beharka Pál – Orgonaművész
- Dr. Haraszti (Ritter) Sándor (1920–1998) Orvos, lelkész, egyházi diplomata
- Batiz András – riporter, műsorvezető, szerkesztő, volt kormányszóvivő
- Almási Mihály baptista lelkipásztor, egyetemi tanár, a Szent Korona hazahozatalának egyik előkészítője
- Szenczy Sándor – a Baptista Szeretetszolgálat alapító-elnöke, baptista lelkipásztor
- Stefán István – mérnök, üzletember, vállalkozó, a Medimetal alapítója, az Egri Baptista Gyülekezet vezetője
- Pannonhalmi Zsuzsa – Ferenczy Noémi-díjas, Érdemes Művész, keramikusművész, iparművész, a MAOE iparművész alelnöke
- Ilonka Mihály – homoródszentmártoni származású lelkipásztor, a székelyföldi magyar baptizmus úttörője
- Papp János – A Magyarországi Baptista Egyház elnöke. A Magyarországi Baptista Egyház Országos Közgyűlése 2012. április 28-án választotta meg egyházelnöknek.

### Egyházi személyek
- John Bunyan – angol író és prédikátor
- D. L. Moody – evangélista, prédikátor
- Charles Haddon Spurgeon – a „prédikátor”
- Billy Graham – igehirdető, evangélista
- Martin Luther King – Nobel-békedíjas lelkipásztor
- Laslie Zakor – a „prédikátorok fejedelme”
- Thomas Newcomen – angol prédikátor, feltaláló (nevéhez fűződik a gőzgép), az ipari forradalom atyja

### USA-beli vezető politikusok
- Abraham Lincoln – az Egyesült Államok 16. elnöke
- Andrew Johnson – az Egyesült Államok 17. elnöke
- Warren G. Harding – az Egyesült Államok 29. elnöke
- Harry S. Truman – az Egyesült Államok 33. elnöke
- Jimmy Carter – az Egyesült Államok 39. elnöke
- Bill Clinton – az Egyesült Államok 42. elnöke
- Al Gore – az Egyesült Államok 45. alelnöke, üzletember és Nobel-békedíjas környezetvédelmi aktivista

### Művészek, előadók
- Eddie Murphy – amerikai színész
- Kevin Costner – amerikai színész
- Aretha Franklin – énekesnő
- Chuck Berry – amerikai gitáros, énekes
- Buddy Holly – rock and roll úttörője
- Johnny Cash – amerikai énekes és dalszövegíró
- Maynard James Keenan – amerikai énekes (Tool, Puscifer, A Perfect Circle)